# Geoffroy III d'Anjou
 (octobre 2023).
 (octobre 2023).
Si vous disposez d'ouvrages ou d'articles de référence ou si vous connaissez des sites web de qualité traitant du thème abordé ici, merci de compléter l'article en donnant les références utiles à sa vérifiabilité et en les liant à la section « Notes et références ».
Geoffroy III d'Anjou, dit le Barbu, né en 1040 ou 1041, mort en 1096 ou 1097, est comte du Gâtinais de 1056 à 1068, d'Anjou et de Tours de 1060 à 1068. Il était le fils aîné du comte de Gâtinais Geoffroy II Ferréol des Rorgonides, et d'Ermengarde d'Anjou, de la famille des Ingelgeriens. En unissant ces deux très puissantes familles, leur descendance sera à l'origine directe, quelques générations plus tard, de la maison Plantagenêt.

## Biographie
Il succède à son père vers 1045, partageant ensuite avec son frère cadet Foulques IV, en 1060, les biens de Geoffroy II d'Anjou dit Geoffroy Martel, son oncle maternel.
Très rapidement, Geoffroy le Barbu se brouille avec le clergé, envahit l'abbaye de Marmoutier et s'oppose à l'archevêque de Tours à propos de l'élection de l'évêque du Mans. Il perd d'ailleurs le contrôle du Maine, occupé par Guillaume le Conquérant. En 1067, Geoffroy est excommunié par un synode présidé par le légat pontifical Étienne.
Pendant ce temps, son frère Foulques, chassé par Guy-Geoffroy-Guillaume VIII, duc d'Aquitaine qui lui avait pris la Saintonge en 1062, ne peut se contenter de sa seigneurie de Vihiers et prend la tête de l'opposition baronniale. Il s'empare de Saumur le 25 février 1067.
Lorsque Foulques le Réchin gagne à sa cause quelques-uns des plus puissants vassaux de Geoffroy le Barbu, son frère, excommunié, est abandonné par le clergé. Sûr du concours de ses alliés, il marche sur Angers le mercredi-saint 4 avril 1067 et, grâce à la trahison de Geoffroy de Preuilly, de Renaud II de Château-Gontier, de Giraud de Montreuil et du prévôt d'Angers, nommé Robert, s'empare de la personne du comte Geoffroy et le jette en prison. La punition des traîtres ne se fait pas attendre. Foulques le Réchin ne peut ou ne veut pas préserver ses affidés de la vengeance populaire. Le lendemain jeudi-saint, une émeute terrible soulève la ville : Renaud de Château-Gontier, Geoffroy de Preuilly, Giraud de Montreuil, sont massacrés ; le prévôt, appréhendé à son tour, a bientôt après un sort semblable.
Après une courte réconciliation, les deux frères se brouillent à nouveau, et l'armée de Geoffroy III est battue par les hommes de Foulques IV sur le champ de bataille de Brissac-Quincé au mois d'avril 1068. Geoffroy III est emprisonné pendant plus de vingt ans, au cours desquels il devient fou, et ni le roi de France, ni le comte de Blois ne réussissent à convaincre Foulques IV de le libérer.

## Historiographie légendaire de Touraine
Il existe un très grand nombre d'historiographies légendaires, où les personnages ont été recomposés à des fins édifiantes, réinventés pour susciter de multiples correspondances par delà le temps et l'espace. Les gesta consulum andegavensium, sur lesquelles se sont basés nombre d'historiens, contiennent de nombreuses erreurs de datation (par exemple, la bataille de Montcontour le 20 septembre 1033 y est confondue avec la bataille de Chef-Boutonne en juillet 1061).
Les historiographes tourangeaux, dont il est bon de rappeler que les ancêtres, incapables de construire un espace politique solide sur un prestigieux territoire diocésain, sont passés sous la coupe d'une puissante maison angevine évinçant et repoussant sa rivale blèsoise, supposaient que Geoffroy III et son frère Foulques IV étaient venus au jour de part et d'autre de l'an 1040. Les jeunes chevaliers sont héritiers de la maison d'Anjou. L'aîné Geoffroy reçoit par tradition le cœur du domaine, à charge pour le cadet Foulques de guerroyer pour accroître sa part. Ils sont frères, amis de la même bande.
Mais maturité et vieillesse engendrent jalousie, et Foulques IV le Réchin rejoint la révolte des vassaux ralliés à la contestation religieuse qui accable Geoffroy III, le jeune comte d'Anjou et de Touraine. Les déboires de  Geoffroy renforcent la hargne de Foulques et il ne cesse de se révolter et d'attiser vengeances et guerres furieuses. Geoffroy III perd ses meilleurs chevaliers et servants partis en renfort de l'équipée maritime et guerrière de Guillaume le Conquérant vers l'Angleterre. Après avoir capturé son frère, Foulques IV le fait enfermer à Loches et rétablit par tous les moyens en sa possession le fief entier de la maison d'Anjou, sans respect ni pour ses vassaux en révolte ni pour les partisans fidèles à son frère. Au bout de quelques années d'emprisonnement, Foulques le Réchin ne peut qu'arracher à son frère la donation de sa part au profit des héritiers de Foulques, et non pour celui-ci que Geoffroy III maudit de sa prison. L'abdication ne concerne que la descendance de Foulques IV le Réchin, contre promesse d'un meilleur traitement de Geoffroy III et des siens.
Aussi, par prudence, Foulques le Réchin maintient Geoffroy III enfermé. Foulques devient un suzerain et un chef de guerre comblé, dédaignant même les timides injonctions du roi de France Philippe Ier. Vers 1095, la troisième et jeune épouse de Foulques le Réchin, Bertrade, préfère la compagnie du roi Philippe Ier de France et fugue vers Paris. Philippe, auréolé des vertus de la royauté, a séduit, puis pris l'initiative d'enlever sa belle par une douce nuit. En 1096, le vieux Foulques IV n'a pu faire rattraper les 
amants mais triomphe pourtant en recevant une rose d'or du pape Urbain II venu prêcher la croisade.
Lorsque l'ambitieuse Bertrade, qui n'a pu devenir reine de France, revient à sa cour après neuf ans, le vieux Foulques le Réchin, affaibli et maladif, accepte son retour, mais investit d'une partie des pouvoirs un fils du premier lit, Geoffroy IV Martel. Geoffroy, qui s'était déjà révolté contre son père, connaissait l'origine de son pouvoir légitime par l'abdication de Loches. Devenu politiquement majeur, il fait libérer son oncle Geoffroy le Barbu, devenu un personnage tantôt absent tantôt surexcité. Mais redevenue pieuse après avoir reçu la leçon de saint Yves de Chartres, Bertrade, inquiète du destin de son jeune fils Foulques, rallie un fort parti chrétien pour évincer ou éliminer Geoffroy IV.
La basse besogne est commise lors du siège du château de Candé où Geoffroy IV trouve la mort (1106) et, lorsque Foulques le Réchin agonise en 1109, il sait que sa femme Bertrade qui l'a humilié publiquement triomphe. Sous ses yeux ivres de vengeance, la belle et pieuse épouse n'a plus qu'à prendre le gouvernement de ses domaines. Bertrade fait épouser à son fils Foulques V la fille unique de Hélie, comte du Maine.
L'historiographie légendaire, avec parfois des dates fort divergentes, a sans doute été construite en parallèle de l'histoire de Henri II Plantagenêt, petit-fils de Foulques V, qui spolie son propre frère aîné Geoffroy, épouse une femme répudiée Aliénor d'Aquitaine, connaît l'apogée de son empire éclaté et pressent par une sourde angoisse et des cauchemars la ruine prochaine de son œuvre, précipitée par l'hostilité religieuse et la rivalité sournoise de ses quatre fils. C'est un mythe de déchéance, où les plus cruels et les plus couards gouvernent, les forts, les nobles et courageux qui vont au combat sont broyés entre eux-mêmes, ou s'ils survivent, par l'injustice. Et finalement, petit à petit, le domaine acquis par les combats, source de joies et souffrances collectivement partagées d'un groupe valeureux, s'évanouit, disparaît au profit d'un roi capétien, séducteur, enjôleur ou thaumaturge qui redonne surtout du lustre au pèlerinage saint Martin fierté des Tourangeaux.
Quant à Geoffroy dénommé finalement le Barbu, même affaibli, les conteurs le décrivent en automate de circonstance, mais toujours valeureux. Ils disaient que revêtu d'un harnois et mis à cheval, le Barbé partait à la guerre, quand on le mettait à la charrue, il labourait sans arrêt, si on lui donnait une faux, il partait faucher tout droit… Autant ne pas s'époumoner à l'appeler, le barbu fatigué s'arrêterait tout seul… et quand on l'enfermait tout seul, il pleurait.

## Un perdant du jeu politique
Geoffroy accède par un héritage fort bien préparé à la succession de l'oncle senior et formateur, Geoffroy Martel. Il est caput mansis, chef de maison ou comme diront plus tard les religieux caput generis, à la tête de ses gens. Ce jeune représentant de la maison d'Anjou est un des six personnages politiques incontournables du royaume de France, à côté des maisons de Flandres, de Normandie, de Blois-Champagne, de Poitiers et de Toulouse. Bon dernier hormis le prestige religieux et populaire… la maison capétienne de France.

### Femme, véhicule du plaisir charnel et de capitaux, procréatrice de lignée
Cette hégémonie incontestable n'empêche un tourbillon de guerres et de rivalités intestines, choses pernicieuse et facteur d'affaiblissement. En effet, presque partout depuis trente années au sein des petites dynasties rivales d'Occident, les jeunes se révoltent contre les aînés, des guerres se mènent contre père et oncle, des fratries s'entretuent à moins d'être dispersées. Pourquoi tant de frustration, d'amertume et de rages, feint de s'étonner un moine catalan en quête de sagesse chrétienne. Le chef de maison contrôle la gent féminine, autorise les mariages et en accordant les femmes dotées, récupère les veuves qu'il garde sous son pouvoir au besoin par la force, oriente la distribution du capital tout en tirant un gain symbolique, stratégique et économique des unions.
Un tel dominant peut devenir polygame bien au-delà de la fréquentation des femmes de mauvaises vies ou des fréquentations ancillaires, et ainsi multiplier les divers profits qu'ils tirent des unions maritales une après l'autre, en accroissant son profit de dominant. Arrangements, rapts, enlèvement truqués, puis après un moment, répudiation, accusation d'inceste car le généalogiste princier, tel ceux de Foulque le Réchin, extirpe un vague lien de cousinage. Et après, le dominus refile, il recase la belle à un autre qui devient son obligé, malgré le traitement qu'il a fait subir à la nouvelle compagne. Et malheur à la femme qui commet un adultère connu sous un tel joug, elle risque la mort par le feu après le supplice du tison ou des feux-ardents.
Un homme de guerre, pauvre chien fidèle d'un tel maître, peut obtenir récompense avec une veuve dotée d'un bien important et devenir parvenu. Un vieil officier fidèle, enrichi par quelque trafic, peut acheter une jeune épouse de bonne lignée à sa convenance.
Geoffroy III n'est-il qu'un honnête politique, refusant ces pratiques sordides. Nenni, conseillé par l'avidité de ses partisans, il a spolié des églises, recommençant un jeu qui avait coûté humiliation et auto flagellation à son grand-père Foulque Nerra, à la fois voleur et pieux. Les assemblées religieuses ont causé sa perte par une curieuse amplification imprévisible. Foulque n'a probablement rien tenté, lui qui avait été chassé sans gloire de ses terres par Guillaume d'Aquitaine, ennemi de la maison d'Anjou. Il s'est fait oublier, mais il a su apparaître en restaurateur de la bonne lignée.
Le vieux Foulque le Réchin l'avoue lui-même en 1097. Il n'a mené qu'une seule grande bataille, celle pour acquérir et l'honneur de porter la dignité comtale et le pouvoir souverain dans sa principauté, c'est-à-dire sur sa maison d'Anjou. Trente ans auparavant, le légat pontifical a déshérité son frère aîné coupable d'atteintes aux droits des églises angevines.

### Pouvoir politique
Foulques s'est alors proposé de restaurer le bon droit, en prenant avec une prudence calculé le risque d'humilier son frère excommunié. Mais que se passe-t-il du côté de la royauté capétienne, protectrice des bonnes lois, porteuses du bannum ? Elle se fait ignorer. Le geste extraordinaire d'autorité du légat révèle un moment de faiblesse capétienne en 1067. Au terme du premier démêlé, Foulque gagne et prend confiance. Mais il attend en bon politique la vengeance du frère et se résigne à la bataille, carnage d'hommes familiers de son camp. Son parti la gagne à sa grande surprise. Investi par la suzeraineté apostolique, reconnu par le peuple car il est allé sur le champ de bataille, personne, sauf Philippe de France, ne lui conteste son titre et son nouveau statut. Sa carrière politique inauguré par un bain de sang d'anciens guerriers compagnons ou de même parentèle peut commencer.
Diplomate, le nouveau promu achète le silence et mieux l'accord du jeune Philippe en lui cédant le Gâtinais et en se montrant affectueux et respectueux. Le comte d'Anjou craint dorénavant cette face du pouvoir religieux qui l'a propulsé vers la tête de sa maison. Il lui cède en 1092 volontiers d'ailleurs sa jeune épouse Bertrade de Montfort avec la même complaisance, alors qu'en puissance militaire, les Angevins sont plus forts, mais craignent l'effet fédérateur autour du capétien, c'est-à-dire l'irruption conjointe des Flamands et des Normands, peut-être une coalition inédite des Blèsois et Poitevins. Bien qu'il ait de Bertrade plusieurs garçons, il aurait pu s'en lasser et la renvoyer comme une vulgaire putain. Le polygame consentant se cherche déjà des remplaçantes, pour reprendre son fructueux commerce politique.
Méfiant envers un avenir difficile, Foulque tient son frère barbu en prison étroite, et même refuse de le libérer le laissant devenir complètement fou. Cette politique d'emprisonnement sans pardon suscite une légitime réaction de la suzeraineté apostolique qui connaît déjà le constat de folie, il est excommunié. Mais comme il n'a pas de remplaçant ou suppléant en lice, l'anathème demeure un moindre mal pour celui qui se tient coi.

### Joutes féroces et scènes démonstratives, de l'art politique sur injonction de l'église?
L'évêque Yves de Chartres, joue au rigoriste du droit, au risque de tout perdre même en face de sa hiérarchie la plus proche, puisque l'archevêque de Sens n'y voit aucun inconvénient et approuve la seconde union royale, s'oppose à l'union adultérine de Philippe et Bertrade. Il est vrai que Bertrade est toujours la femme de Foulque d'Anjou qui, excommunié, ne dit mot. Berthe de Frise, reine de France répudiée, est reléguée dans la forteresse de Montreuil, qui constituait son douaire. Le moraliste religieux invité, futur patron des juristes sous le nom de saint Yves, refuse d'aller au mariage, fait savoir partout haut et fort qu'il est un bon directeur de conscience, prépare le divorce et l'infaillible excommunication du roi, quitte à préparer en catimini une fuite rapide si on vient le chercher.
Le gagnant est finalement Foulque le Réchin, car l'église romaine a besoin de son témoignage. En juin 1094, avant le conseil d'Autun, son excommunication est levée. Rome a ôté l'excommunication du premier mari de Bertrade, coupable d'avoir réduit son frère à la folie dans une prison, pour la reporter vers le second à Autun. Ayant retrouvé une virginité politique, mis au parfum des intrigues papales, Foulque le Réchin aboie et hurle en mari trompé. Dans une dédicace à une église, il fait écrire du temps où la France était souillée par l'adultère de l'indigne roi Philippe. Il veut prouver qu'il est parent du Roi, et donc qu'il y a en plus un inceste. La rose qu'il reçoit du pape Urbain II est une sorte de rite d'investiture. Confiant dans la fin des jours capétiens, Foulques maître du jeu politique fait une leçon d'histoire. Il explique que sa famille a reçu le comté d'un roi carolingien et non de cette famille et race indigne. Le suzerain capétien au sens religieux n'existe plus.
En 1096, Philippe vieillissant fait mine d'abjurer l'adultère. Urbain II lui accorde vite le pardon, soucieux de ménager son intercession. Mais Bertrade reste imperturbablement dans la chambre du roi. Amis et ennemis du roi reprennent confiance. En 1099, le concile de Poitiers, qui doit relancer la procédure, est dispersé inopinément par Guillaume d'Aquitaine qui n'apprécie pas le succès annoncé des Angevins.
En 1105, l'apaisement semble général. Foulques le Réchin, vieillissant, veut finir sa carrière en grand seigneur. Encore en position de force, il a compris le faible intérêt de poursuivre la dispute, relancée et soutenue par quelques prélats. La bataille pour une femme, serait-elle la plus belle, appartient plus à la littérature qu'aux pratiques des maîtres de politique féodale.
La royauté de Philippe Ier semble très faible. Il a résisté douze ans et n'a jamais abandonné sa seconde compagne. Le danger à poursuivre ce conflit est l'exaltation de partisans déterminés qui peuvent embraser un long conflit dévastateur de l'équilibre de puissance des principautés et accroître l'insécurité par la survenue d'autres concurrents. Bertrade est devenue une pièce maîtresse de la politique capétienne. Cet homme de cinquante ans, héritier de la dynastie, ne doute qu'il ait fait le bon choix. La fragile base capétienne a besoin de la forteresse de Montfort, tenue par Amaury de Montfort le propre frère de Bertrade car elle contrôle la route stratégique et commerciale d'Orléans à Paris. De bonne ascendance normande, Bertrade lui a donné trois enfants dont deux garçons. C'est pourquoi le couple avait tenu à un mariage dans les règles. Mais déjà la lignée capétienne est préservée, par le fils Louis du premier lit, bien éduqué et prêt à porter pour la sixième fois le nom du fondateur mérovingien pour la dynastie.
Alors le roi revêt l'habit de pénitent, pieds nus et prête serment. L'Église a voulu que le pénitent se mortifie de sa faute, et abandonne le péché de la copulation charnelle et illicite.
Mais Philippe dit haut et fort : " Je n'aurai plus avec cette femme de rapport ni d'entretien sauf en présence de personnes non suspectes".
Quelle mise en scène tragique pour un résultat si futile ! Personne dans l'assistance n'est dupe. Elle reste sa compagne et apparemment ça ne dérange pas grand monde dans le royaume, à part les zélateurs religieux et les acteurs politiques prêts à récupérer une situation à leurs avantages. L'Église victorieuse ferme les yeux. Yves de Chartres a joué le beau rôle de rigoriste de legitimum matrimonium. En 1106, le comte Foulque, Philippe et Bertrade se retrouvent, réconciliés. La morale politique rit de cette histoire saugrenue.

## Perdre et gagner
Qu'est devenu le Barbu ? Nous n'en savons rien. Les docteurs ont souscrit à sa folie. Libéré après 1094 de Loches ou de Chinon ou d'une place tenue secrète par précaution, il n'est sans doute plus une menace et ne hante plus désormais les nuits du maître de la politique angevine. Foulque le Réchin s'est longtemps souvenu de celui qui était plus grand, plus fort, mieux préparé à la tâche de conduire la dynastie princière et qui a échoué, lui donnant une leçon pour conduire et assurer une prudente réussite politique de sa lignée. En 1097, trente ans après sa victoire politique, Foulque le Réchin se confie étonnamment serein aux juniores, aux nourris de sa maison comme le consigne la Geste des Comtes d'Anjou.
Le vieux chef politique de la maison raconte ce qu'il sait de ses ancêtres et de leurs prouesses. En quatre générations, seulement six vraies batailles, dures, sanglantes, chocs frontaux rudement menés avec perte et fracas, qui ont permis, par le butin, la capture d'hostages, voire l'élimination des puissants et la reprise de leurs biens et femmes, d'accroître spectaculairement la domination politique, fruit de l'exercice quotidien et d'accroître la fierté et les possessions de la pacifique terre angevine. Et d'énumérer avec émotion les quatre acteurs clefs en guise de morale princière :
- Geoffroy Ier d'Anjou (Geoffroy Grisegonelle), mort en 987, vainc le comte de Poitiers ;
- Foulques III d'Anjou (Foulque Nerra), mort en 1040, tue le comte des Bretons, repoussant en une campagne les frontières angevines et met plus tard en déroute l'armée de la maison du comte de Blois ;
- Geoffroy II d'Anjou (Geoffroy Martel), lui aussi grand batailleur, qui capture le comte du Mans et attrape le comte de Poitiers ;
- lui-même Foulque IV vainc son frère à la bataille, pour reconstituer le fief entier de leur père.

## Sources
- FranceBalade
- Geoffroy, count of Gâtinais